# Nordhausen (Adelsgeschlecht)

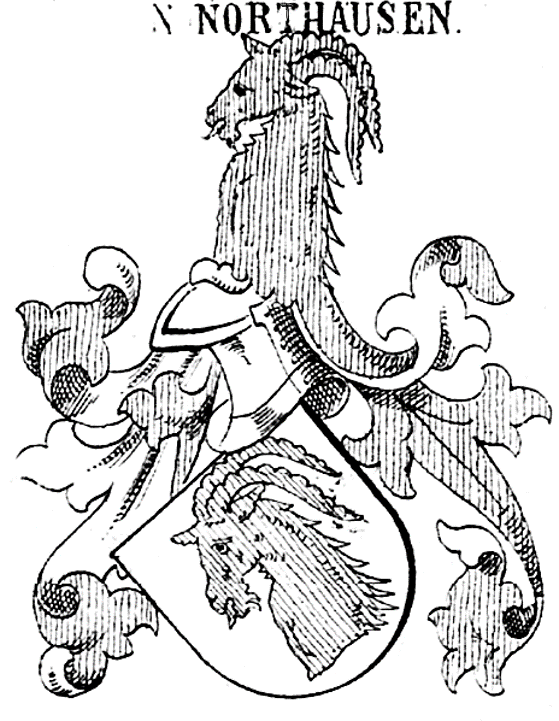
Ziegenbock-Wappen derer von Nordhausen

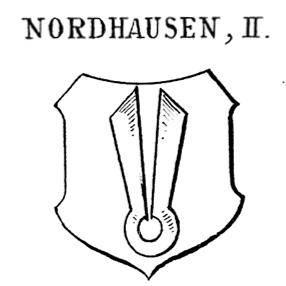
Einscherewappen derer von Nordhausen

Das Rittergeschlecht von Nordhausen (auch Northausen, Nordhusen o. ä.) war seit 1157 als Schultheißen der Reichsstadt Nordhausen beurkundet. 

## Geschichte
Rixner erwähnt in seinem Turnierbuch einen frühmittelalterlichen Vertreter der Reichsstadt: „969 meldete sich Christoph von Nordhausen auf Turnier zu Merseburg, aber zum Stechen nicht zugelassen, da er seinen Adel nicht beweisen konnte“. Mehr Glück hatte 1119 Reinhard von Nordhausen, der – ebenfalls nach Rixners Bericht – beim Turnier zu Göttingen teilnehmen durfte. Da im Jahre 969 das zugefügte „von Nordhausen“ viel mehr den Herkunftsort als den Familiennamen bedeutete, und weil Reinhard in keinem Urkundenbuch vorkommt, ist ihre Zugehörigkeit der sonst gut dokumentierten Familie von Nordhausen nicht bewiesen.
Die ordentliche Stammreihe des Geschlechtes beginnt mit Hermann, dem ersten, im Jahre 1157 beurkundeten Schultheißen der Reichsstadt Nordhausen. Die Familie entstammte möglicherweise der Scherinburg in Thüringen, wie vielleicht auch andere thüringische Adelsgeschlechter, die ein Scherenwappen führten, darunter die von Schernberg und die Marschälle (letztere führten zwei Scheren im Wappen, wie die fränkischen von Giech). Ob sein Nachfolger Cunemund de Nordhusen, der 1203 den Grafen von Honstein sein Land übergab, mit dem ebenfalls 1203 agierenden Truchsess Cunemund von Scherinburg personengleich sei, ist ungewiss. Allerdings dürfte die Stammesverwandtschaft der zwei Familien sehr eng gewesen sein, nicht nur wegen der identischen Leitnamen und des Einscherewappens, sondern wegen ihres gemeinsamen Zweitsiegels, des Ziegenbocks.
In der 3. Generation trennt sich die Familie in zwei Linien. Die Nachfahren des Heinrich I. blieben in Nordhausen und nahmen als Bürgermeister, Ratsmeister und Ratsherren in der Politik der Reichsstadt teil. Der Name und die Größe ihrer Lehngüter sind nicht beurkundet. Hans I., der nach seinem Bruder Heinrich I. (1229–1239) im Jahre 1242 Schultheiß von Nordhausen war, zog später nach Halle an der Saale. Dort starb er 1304 als Salinenbesitzer („Pfänner“), nachdem er den Andreasaltar in der St. Gertrud-Kirche „für sein Seelenheil“ stiftete. Er und seine Nachkommen wurden vom Magdeburger Bischof mit Kollenberg (Collenboy), Kreypan, Deutschbrunnen, Beesen an der Saale und dem Burggut Radewell belehnt.
Während die Nordhauser Linie mit dem Tod des Bürgermeisters zu Mühlhausen Friedrich im 15. Jahrhundert erlosch, blühte die Hallesche Linie bis zum Dreißigjährigen Krieg. Wie ihre Vettern in Nordhausen, spielten auch sie als Stadträte wichtige Rollen in der Politik der Stadt Halle und der Salinenwirtschaft. Nur wenige gingen zum Militär oder in Hofdienst, wie z. B. Curd Christoph, der hrzgl. Sachsen-Eisenacher Stallmeister.
Nach den Vertretern der 11. Generation, Elisabeth (* 1604) und ihre drei Brüder, Caspar IV. (* 1612), Reinhard (* 1616) und Conrad Caspar (* 1619) kennt die von Dreyhaupt erforschte Genealogie derer von Nordhausen kein Familienmitglied mehr, das Geschlecht dürfte im Dreißigjährigen Krieg ausgestorben sein. Die Familienzugehörigkeit des in dem Kneschkes „Deutschen Adelslexicon“ erwähnten v. Nordhausen (ohne Vornamen), der 1845 Postmeister in Neustadt-Eberswalde war, ist daher nicht wahrscheinlich.

## Persönlichkeiten
- Bertho (1290) war Deutscher Ordensritter
- Caspar III. (* 1584, † 1633) war Rathausmeister von Halle und Salzgraf der Region

Geistliche sind drei beurkundet: 
- Werner (1253), Mönch des Klosters Heudorf
- Konrad II. (1387), Vikar des St. Severi in Erfurt
- Georg II., evangelischer Domherr und Dechant in Merseburg († 1623)

## Wappen
Wie die Familie von Schernberg siegelten die von Nordhausen außer mit dem Einscherewappen auch mit dem Ziegenbock-Wappen:
- Blasonierung des Ziegenbock-Wappen: In Silber ein roter Ziegenbockkopf mit Hals. Auf dem Helm die Schildfigur. Die Helmdecken sind rot-silbern.
- Blasonierung des Einscherewappens: Im Schild eine Schere. Tingierung und Helmzier sind nicht bekannt.